# Saint-Martin-des-Champs, Finistère
Saint-Martin-des-Champs (tiếng Breton: Sant-Martin-war-ar-Maez) là một xã của tỉnh Finistère, thuộc vùng Bretagne, miền tây bắc Pháp.

## Dân số
Người dân ở Saint-Martin-des-Champs được gọi là Saint-Martinois.